# Elena Chiozza
Elena Margarita Chiozza (26 de octubre de 1919 - 8 de enero de 2011) fue una historiadora y geógrafa argentina.

## Biografía
Chiozza se graduó como licenciada en Historia de la Facultad de Filosofía y Letras de la Universidad de Buenos Aires. Fue aprendiz del geógrafo argentino Romualdo Ardissone.
Dirigió la colección Atlas Total de la República Argentina del Centro Editor de América Latina, La Argentina. Suma de Geografía y El País de los Argentinos.
Creó la Tecnicatura y Licenciatura en Información Ambiental de la Universidad Nacional de Luján, la primera carrera ambiental de Argentina.
Fue Doctora Honoris Causa de la Universidad Nacional de Luján y de la Universidad Nacional del Comahue, así como Miembro Honorario del Centro de Estudios Alexander von Humboldt y de la Academia Nacional de Geografía. Coordinó diversos comités académicos.
En el 2010 recibió el Premio Rebeca Gerschman a su labor académica. El premio constaba de una suma de 30.000 pesos argentinos que Chiozza no llegó a disfrutar porque falleció un mes antes de que se dictaminara la entrega del premio.
Chiozza fue codirectora de tesis de Cristina Teresa Carballo, junto con el geógrafo Jean-René Bertrand. Entre los años 1990 y 1993 fue también codirectora de la historiadora Elsa Mabel Barbería, siendo director el historiador José Panettieri.
Miembro del Consejo Asesor de la Revista La Aljaba. Revista de Estudios de la Mujer.

## Obras
- La Patagonia. Colección: Mi país, tu país. Enciclopedia argentina de la escuela y el hogar, Susana Zanetti directora. Centro Editor de América Latina, Buenos Aires, 1969.
- Estancias patagónicas. Colección: Mi país, tu país. Enciclopedia argentina de la escuela y el hogar, Susana Zanetti directora. Centro Editor de América Latina, 1969.
- El país de los argentinos. La Patagonia. La Antártida Argentina. El nordeste. Centro Editor de América Latina, Buenos Aires, 1976.
- ¿Qué es la Argentina? Informe técnico. Colección: El país de los argentinos, Elena Chiozza directora. Centro Editor de América Latina, Buenos Aires, 1977.
- Atlas total de la República Argentina. Centro Editor de América Latina, Buenos Aires, 1981.
- "La integración del Gran Buenos Aires". En Buenos Aires, historia de cuatro siglos. Editorial Abril, Buenos Aires, 1983.
- Prólogo al libro La valoración del país: la República Argentina, 1920, de Pierre Denis. Solar, Buenos Aires, 1987.
- Colaboradora en el libro Territorios y ambientes en el mundo comtemporáneo: 3.er ciclo EGB. Aique, Buenos Aires, 1998.[4]
- Introducción a la geografía, junto con Cristina Teresa Carballo. Prometeo - Universidad de Quilmes, Buenos Aires, 2006.[5]

## Premios y reconocimientos
- Premio Rebeca Gerschman 2010